# Anna Wjalicyna
Anna Siergiejewna Wjalicyna, znana również jako Anne V (ros. Анна Сергеевна Вьялицына; ur. 19 marca 1986 w Gorkim) – rosyjska modelka.

## Kariera
W wieku 16 lat została wybrana na twarz Chanel Chance. W latach 2005–2012 pojawiała się corocznie w „Sports Illustrated”. W 2009 pracowała z Achilles International Charity. Pod koniec 2010 wystąpiła w teledysku Maroon 5 do piosenki „Misery”.
W listopadzie 2011 znalazła się na okładce rosyjskiej edycji magazynu „Vogue” z Adamem Levine.
W latach 2013–2014 była związana z amerykańskim baseballistą Mattem Harveyem.

## Filmografia
- 2013: Szklana pułapka 5 (A Good Day to Die Hard)
- 2014: Kołysanka (Lullaby) jako Brooke

### Teledyski
| Rok  | Tytuł                           | Wykonawca         |
| ---- | ------------------------------- | ----------------- |
| 2004 | „Out Is Through” (wersja druga) | Alanis Morissette |
| 2010 | „Misery”                        | Maroon 5          |
| 2011 | „Never Gonna Leave This Bed”    | Maroon 5          |